# Gesta Hungarorum
Gesta Hungarorum (в превод от латински на български: Деяния на унгарците) е историческо съчинение, съдържащо информация за ранната история на унгарците (в периода 10 – 13 век). Авторът ѝ е неизвестен.
Авторът на съчинението се представя като „Belae Regis Notarius“ (нотарий на крал Бела). Учил е в Сорбоната и служил като нотарий (писар) в курията на унгарския крал Бела III (1172 – 1196). .
Gesta Hungarorum е известна в много ръкописи и е издадена печатно за първи път през 1746 година. Учените въз основа на проучвания и съпоставки с други източници датират нейното съставяне (написване) в годините между 1196 и 1203 г. 
Историческата хроника е ценен извор и за историята на България.